# Indulj el egy úton (népdal)
Az Indulj el egy úton eredetileg moldvai csángó népdal, amely a Másfélmillió lépés Magyarországon című országjáró sorozat, majd folytatásai címdalaként vált ismertté.
A mű eredeti jelentését a főcímzenéből nehéz megfejteni, mivel abból hiányzik egy versszak, és a meglevő versszakok sorrendjét is felcserélték. A dal egy tiltott szerelem történetét mondja el lírai formában. A vágyak visszafogásáról szól és saját érzéseink megmásításáról.

## Az eredeti dalszöveg
- Az bajom van véled,

sír a szívem érted,

sír a szívem érted,

majd meghalok érted.

- Indulj el egy úton,

én is egy másikon.

Hol egymást találjuk,

egymásnak se szóljunk.

- Az, ki minket meglát,

mit fog az mondani?

- Azt fogja gondolni,

idegenek vagyunk.

- (együtt) Idegenek vagyunk,

szeretetet tartunk,

ahol összegyűlünk,

ketten szeretkezünk.

## Egy modernebb feldolgozás
Indulj el egy úton, s én is egy másikon

Hol egymást találjuk egymáshoz se szóljunk.

Aki minket meglát mit fog az mondani

Azt fogja gondolni idegenek vagyunk.

Idegenek vagyunk, szeretetet tartunk

Ahol összegyőlünk ketten szeretkezünk.

Na-na-na...

Az bajom van véled fáj a szívem érted

Sír a szívem érted majd meghalok érted.

Az bajom van véled fáj a szívem érted

Sír a szívem érted majd meghalok érted.

Indulj el egy úton, s én is egy másikon

Hol egymást találjuk egymáshoz se szóljunk.

Aki minket meglát mit fog az mondani

Azt fogja gondolni idegenek vagyunk.

Idegenek vagyunk, szeretetet tartunk

Ahol összegyűlünk ketten szeretkezünk.

Az bajom van véled fáj a szívem érted

Sír a szívem érted majd meghalok érted.